# Миславчиці
Миславчиці (пол. Mysławczyce) — село в Польщі, у гміні Прошовиці Прошовицького повіту Малопольського воєводства.
Населення — 121 особа (2011).
У 1975-1998 роках село належало до Краківського воєводства.

## Демографія
Демографічна структура станом на 31 березня 2011 року:
|          | Загалом | Допрацездатний вік | Працездатний вік | Постпрацездатний вік |
| -------- | ------- | ------------------ | ---------------- | -------------------- |
| Чоловіки | 63      | 10                 | 47               | 6                    |
| Жінки    | 58      | 5                  | 41               | 12                   |
| Разом    | 121     | 15                 | 88               | 18                   |